# Glossário de termos de bilhar

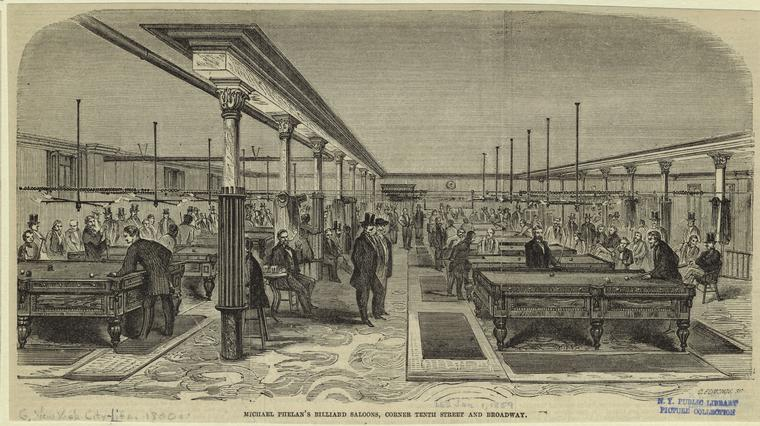
Salão de bilhar de meados do século XIX. Coleção de pintura da Biblioteca Pública de Nova Iorque

## 0-9

### 14:1
Jogo de pool que se disputa com as bolas de 1 a 15. O jogador consegue um ponto cada vez que embolsa uma bola na bolsa previamente escolhida, e continua a jogar até falhar ou vencer (em competições oficiais o triunfo costuma situar-se nos 150 pontos). Quando unicamente resta uma bola objetivo sobre o tapete, repõem-se as 14 já embolsadas.

## A

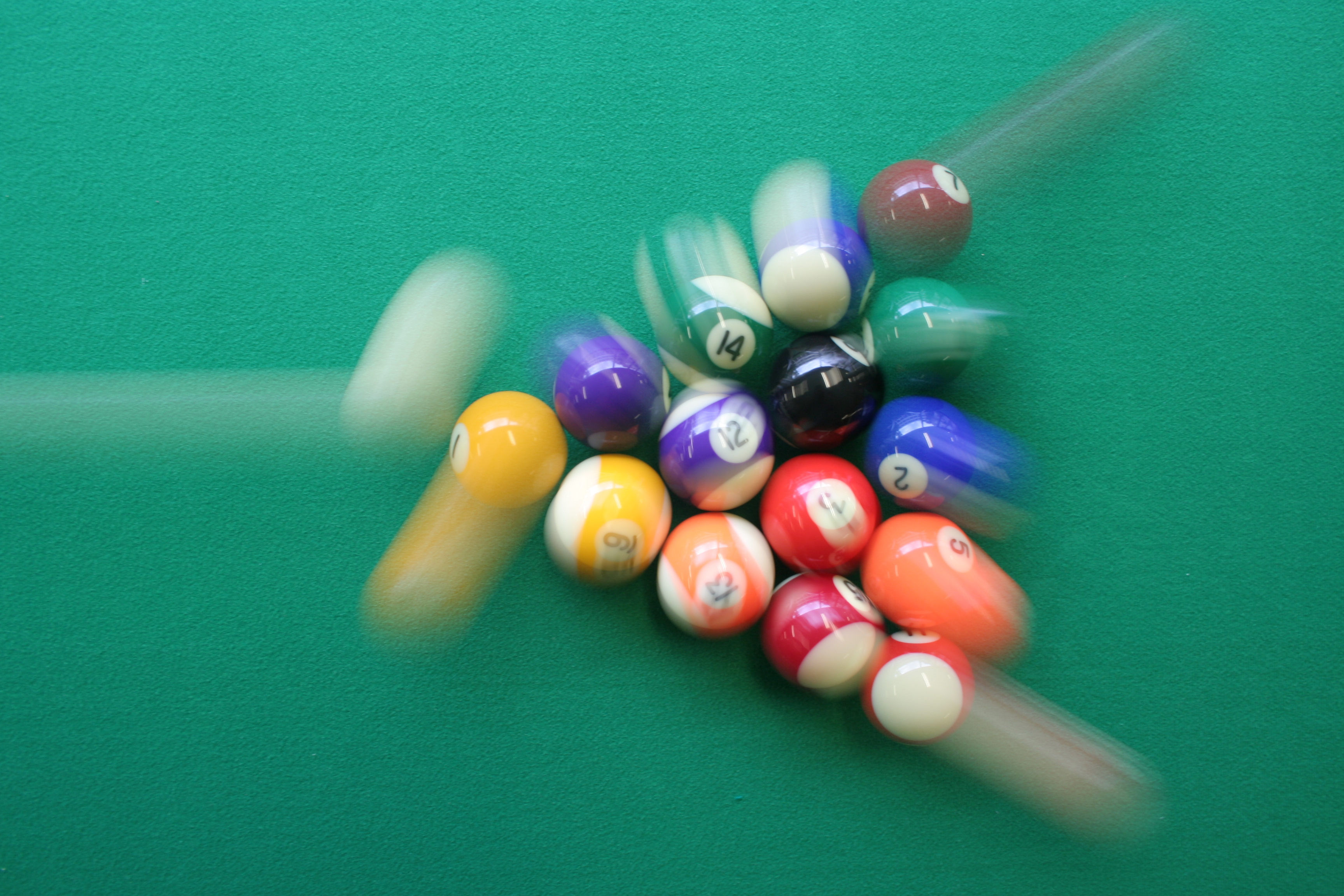
Imagem em alta exposição de uma tacada ou ataque.

### Amortecida (tacada)
Ver tacada cheia

### Alongado (ataque)
Ver Profundidade

### Ante-tabela
Ver Bricol

### Anunciar a tacada
Para colocações de modo legal de uma bola em alguns jogos de pool (bola 8, bola 10) é necessário que se anuncie previamente, pelo menos, a bola que se embolsará e em qual dos buracos da mesa. Segundo as regras internacionais, não é preciso, no entanto, anunciar quais são as tabelas ou bolas que se atingirão com a tacada.

### Ataque
Ver Tacada

## B

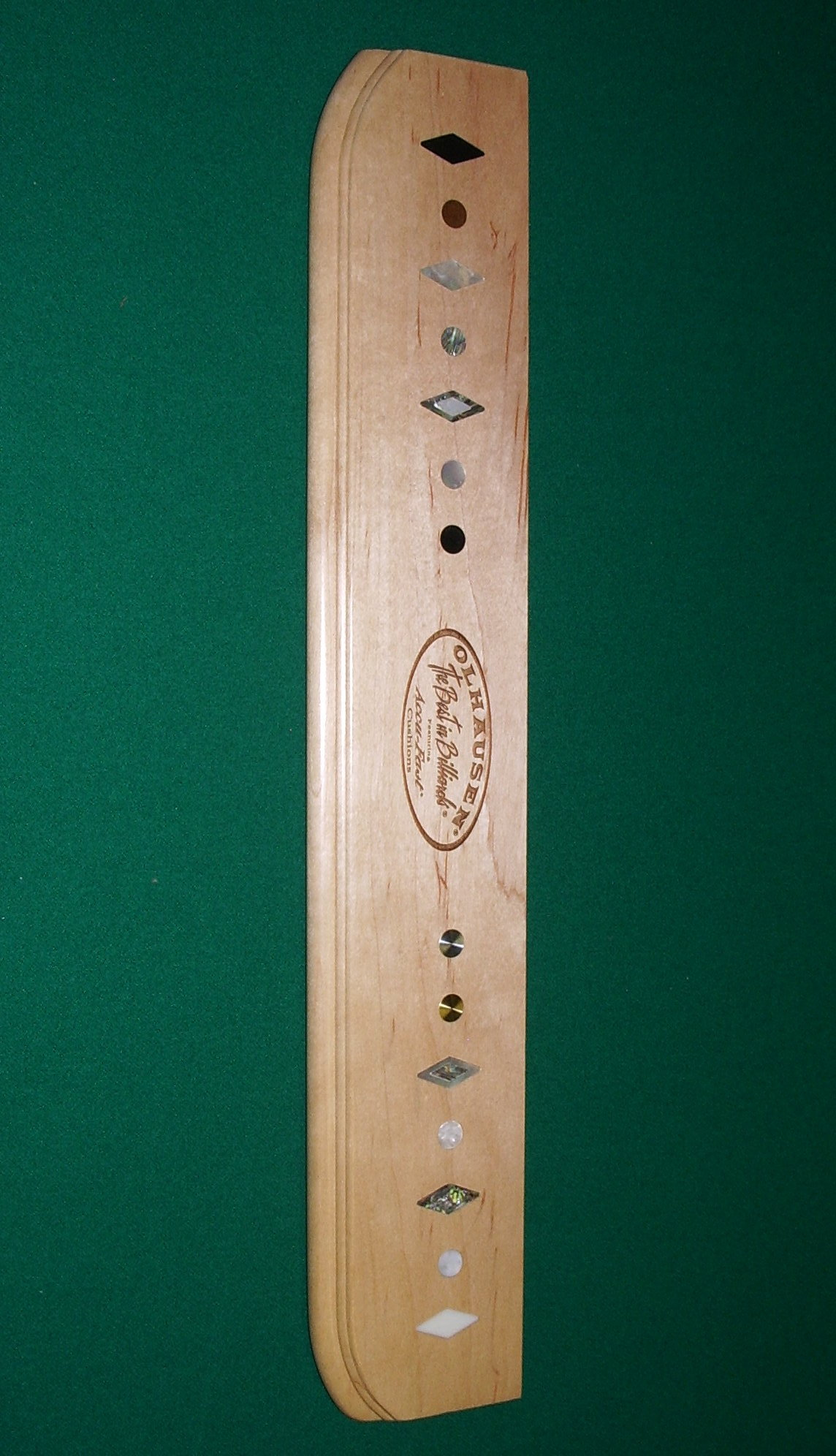
Tabela longa antes de ser colocada sobre a mesa, com diferentes tipos de diamantes desenhos.

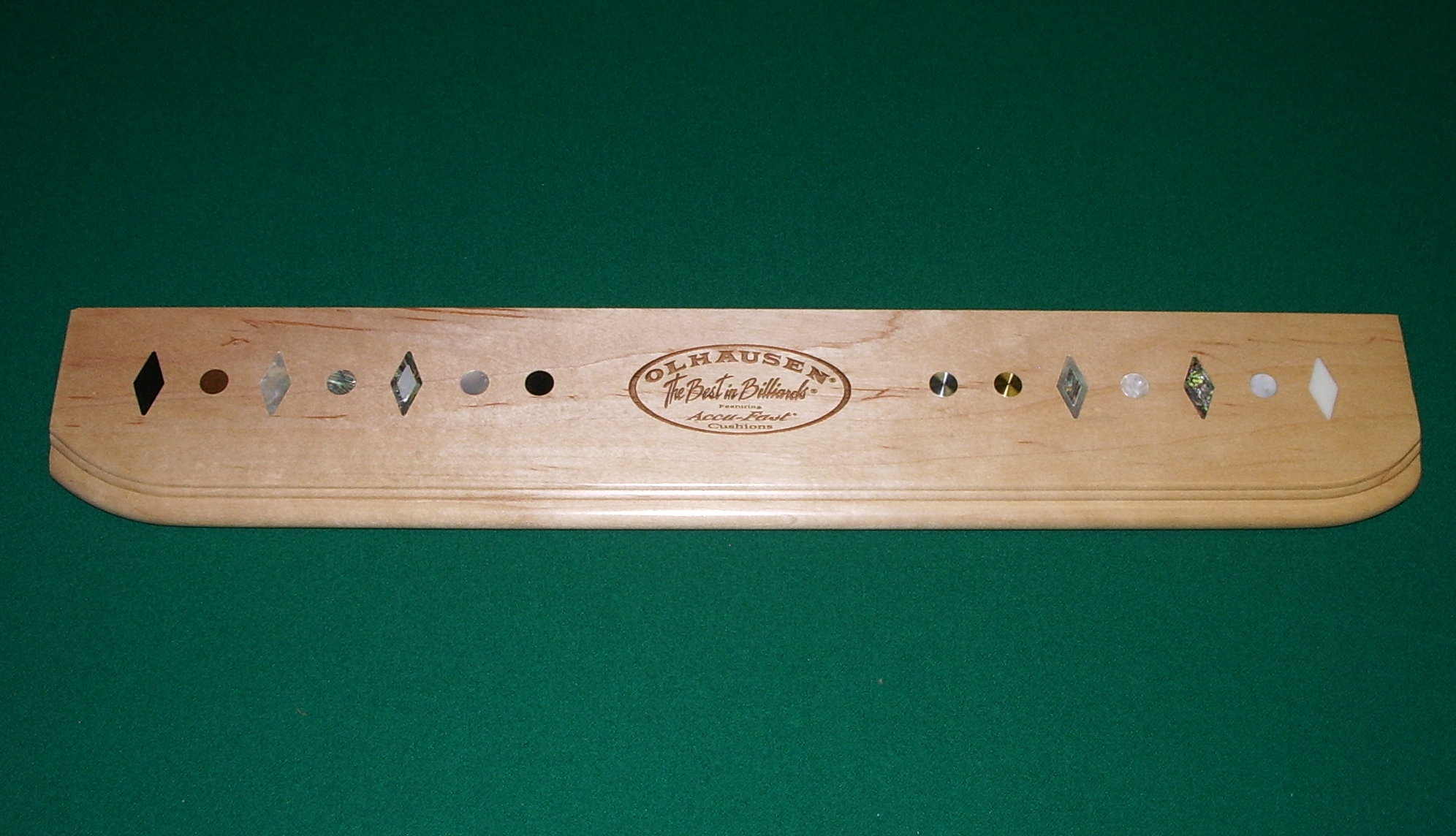
Tabela curta.

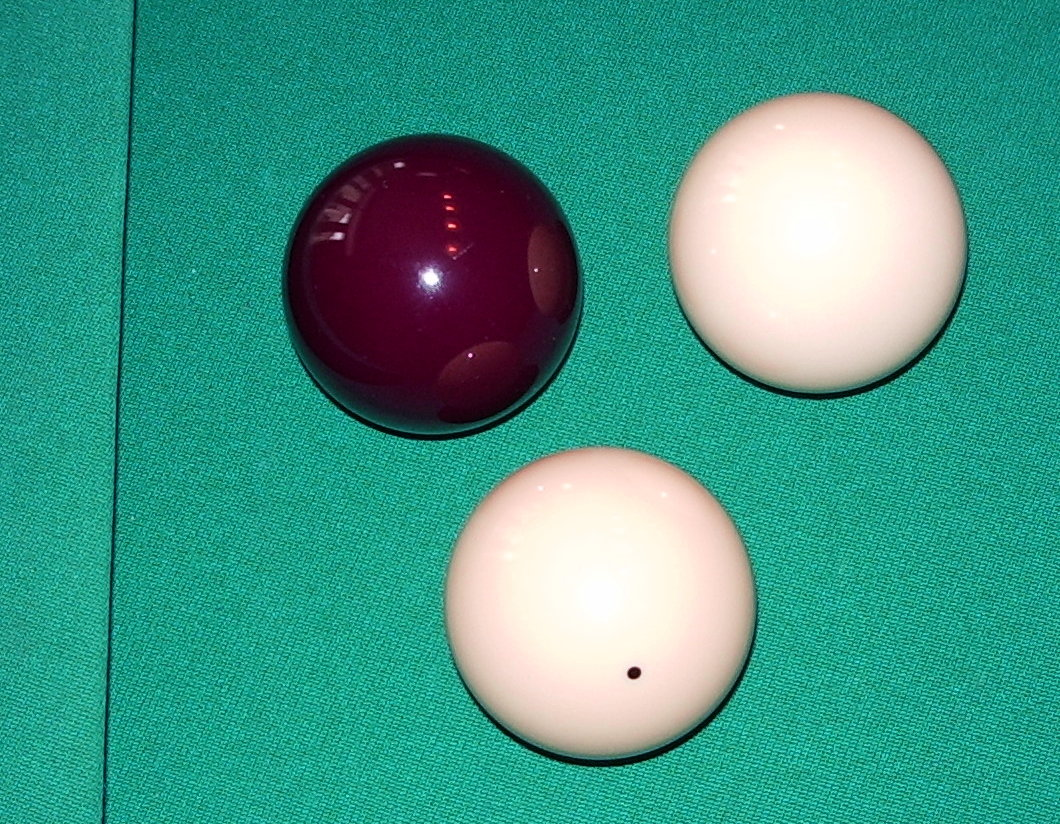
Jogo padrão de bolas para bilhar francês.

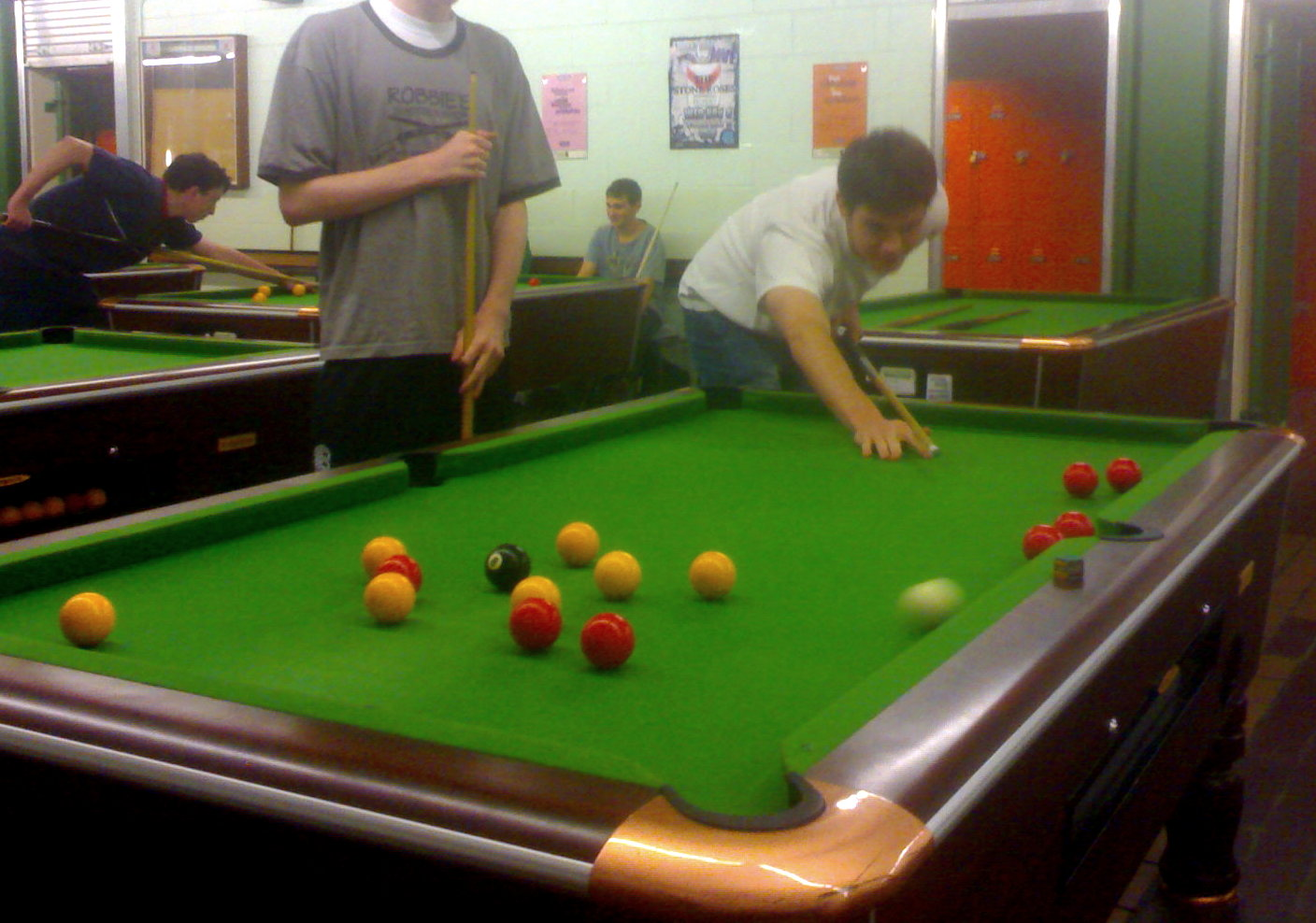
Jogo de blackball.

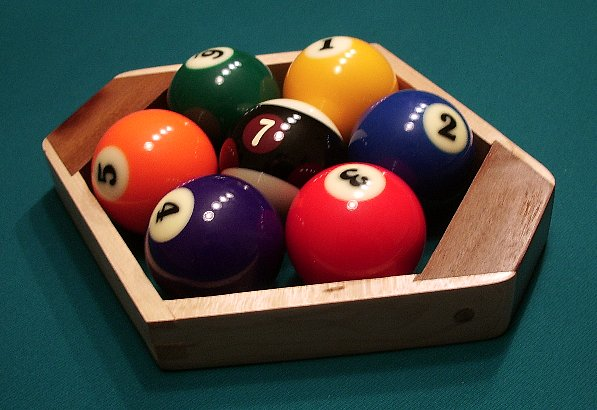
Rack de Bola 7, com um jogo de bolas específico para esse jogo.

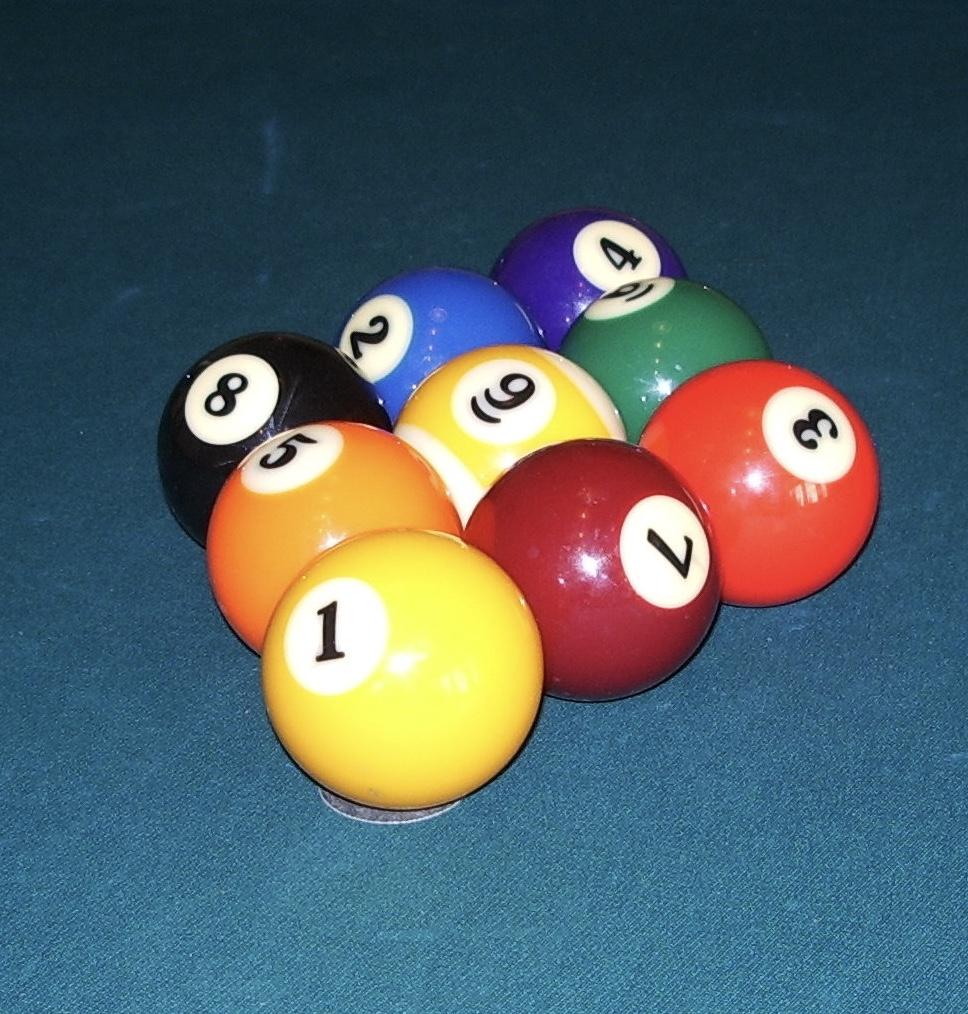
Rack de Bola 9.

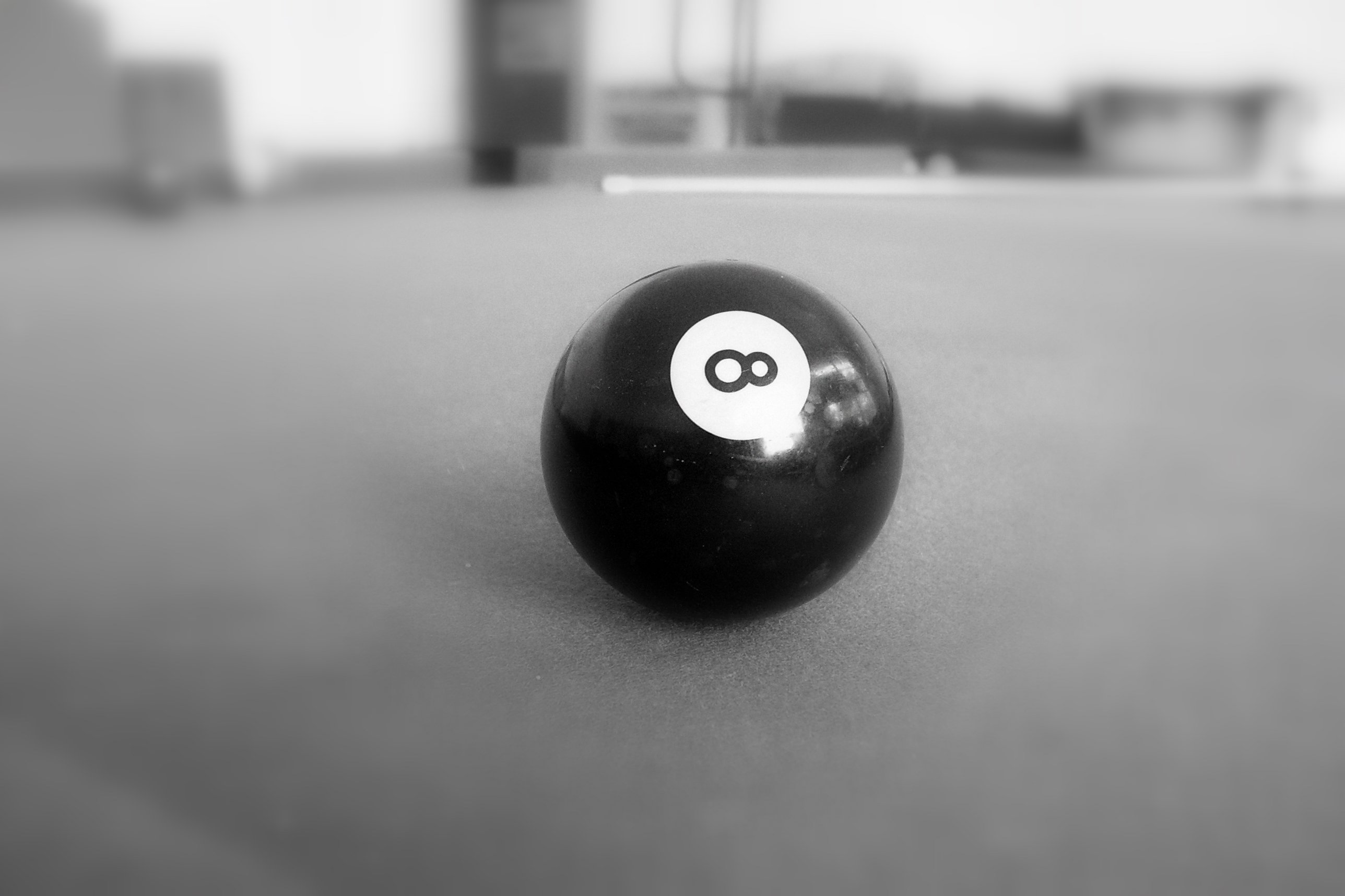
Bola 8 o negra.

Colocação das bolas de snooker, ao inicio do jogo.

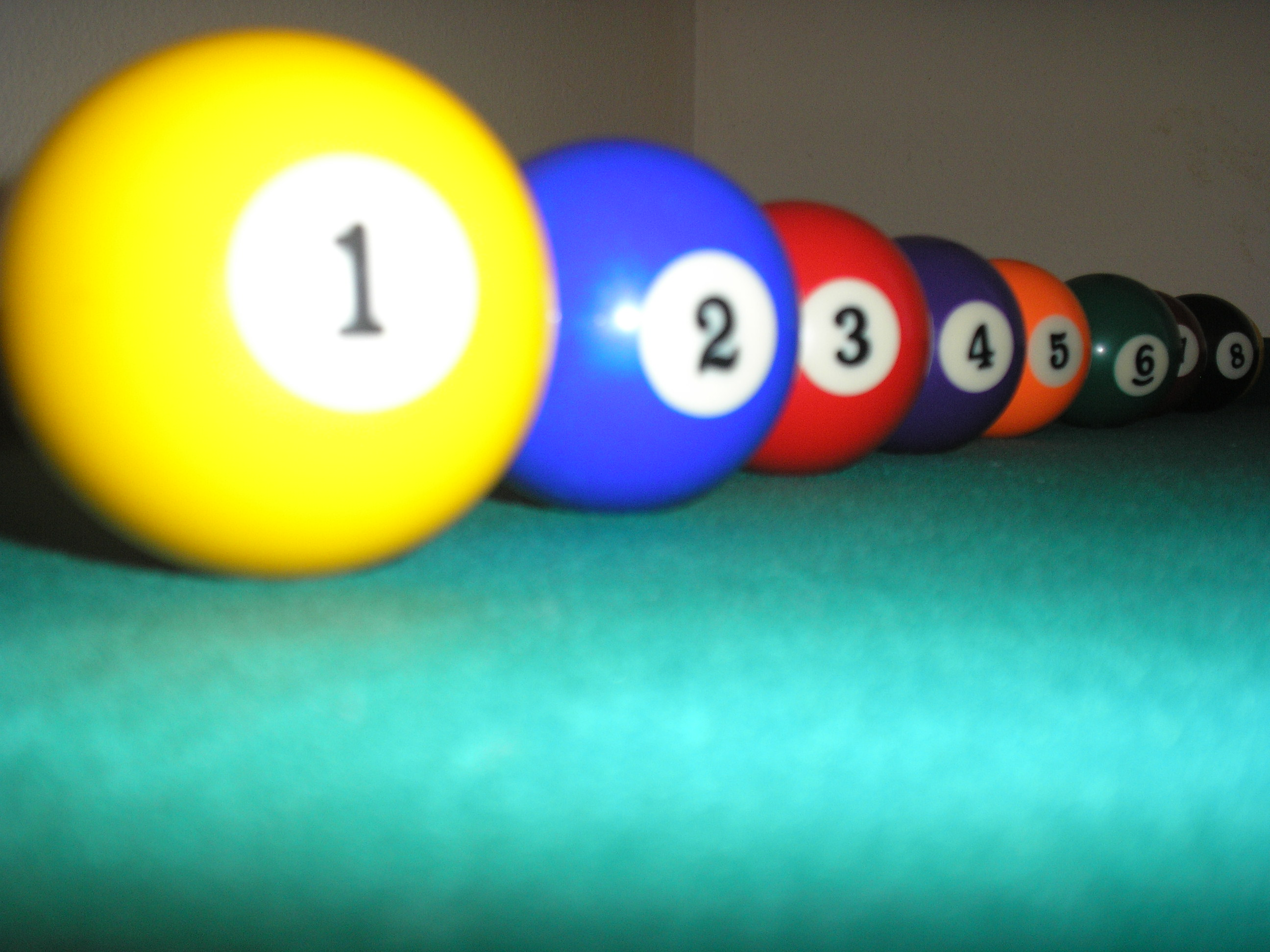
Bolas lisas, incluindo a bola negra.

### Bilhar francês
Também denominado jogo de carambolas. Joga-se com duas bolas brancas e uma vermelha, uma branca, uma amarela e uma vermelha, em uma mesa sem bolsas. Os jogadores dão tacadas estrategicamente com as bolas brancas (ou amarela e branca), e a carambola consiste em golpear com a bola jogadora a as outras duas. A consecução de carambola válida dá direito a continuar a jogar; em caso de falha, passa o turno ao outro jogador, que atira com a branca contrária à que usou o anterior.
Segundo as restrições que se ponham à execução das carambolas, há diversas modalidades: livre, quadro 47/2, quadro 47/1, quadro 71/2, quadro 71/1, tabela ou três tabelas.

### Blackball
Modalidade de bilhar praticada quase exclusivamente no Reino Unido e parecida ao Bola 8. Ao contrário desta, os dois grupos de 7 bolas são um de bolas vermelhas e outro amarelas (mais a bola 8). De facto, essas cores eram as das bolas quando nasceu o jogo, provavelmente em 1925, antes da distinção entre lisas e listadas.

### Bola
Esfera de marfim para jogar ao bilhar, com um diâmetro entre 61 e 61,5 mm e peso entre 205 e 220 g. Segundo o jogo podem ser de diferente tamanho e cor.

### Bola 7 (jogo)
Jogo de pool muito parecido ao bola 9, com duas exceções. Joga-se com sete bolas (de 1 a 7) e cada jogador só pode embolsar legalmente num dos dois grupos de três buracos ao longo de cada tabela longa. A escolha de tal grupo é feita depois do saque, pelo jogador que não sacou.

### Bola 8 (jogo)
Jogo de pool que se disputa com as bolas da 1 à 15. Se gana embolsando a bola 8 (negra) depois de o fazer com o grupo de bolas que corresponde a cada jogador, o da 1 a 7 ou da 9 a 15. Deve-se anunciar a bola que se introduzirá em cada tacada e a bolsa em que se fará.

### Bola 8 (bola)
Ver bola negra

### Bola 9 (jogo)
Jogo de pool que se disputa com as bolas da 1 à 9. Vence-se embolsando a bola 9, com duas únicas condições: cada tacada deve golpear em primeiro lugar a bola que tenha número menor, não sendo necessário anunciar a bola que se introduzirá com cada tacada nem a bolsa em em que se fará isso.

### Bola branca
Bola que o jogador deve impulsar com o taco para embolsar outra ou outras em uma bolsa ou fazer carambola com outra ou outras bolas. Na grande maioria dos jogos é branca, e ambos os jogadores atiram sobre a mesma bola. Em outros (bilhar francês, bilhar às três tabelas), cada jogador deve impulsionar uma bola diferente durante a partida. Nesse caso, em algumas ocasiões uma de elas não é branca. Nos jogos de bilhar por moedas, na maioria das ocasiões a bola branca é maior ou mais pesada que o resto (ou mais pequena, sempre para a diferenciar das demais, com objeto de que se é embolsada a mesa a devolva ao jogo) provocando desvios nos efeitos e outras alterações no jogo, embora pequenas para o simples aficionado.

### Bolacongelada
Ver tacada cheia

### Bola livre
Em algumas modalidades do bilhar (Bola 8 ou Bola 9), depois de um jogador cometer uma falta, o outro jogador dispõe de uma bola livre. Esse jogador poderá escolher se a joga ou obrigar o seu adversário a repetir a tacada falhada com o que, por reiteração de faltas, pode chegar a conseguir a vitória (habitualmente, três faltas consecutivas). Se escolher jogá-la, neste único caso o jogador recolhe o taco para bola branca com a mão e coloca-a no lugar da sua escolha dentro do taco para tapete, sem nenhuma limitação. Uma vez colocada a bola e durante o limado, pode deslocar a bola branca para afinar a sua colocação, mas unicamente com a virola (apoiando o taco na bola), e não com a suela, para evitar confusões.

### Bola negra
A bola negra é completamente colorida com exceção do círculo com o seu número, mas quando se joga com as 15 bolas não se considera dentro de nenhum dos dois grupos (lisas ou listadas), já que tem um valor especial que variará segundo o jogo e o decurso deste.

### Bola objetivo
Por eliminação e em sentido lato, todas as bolas que serão atingidas por outras bolas e não pelo taco. Em sentido estrito, a bola ou grupo de bolas às quais um jogador tem apontar para ganhar a partida, excluindo as correspondentes ao outro jogador.

### Bolas de snooker
No snooker, as bolas são ligeiramente diferentes. Há 22 bolas no total, todas completamente lisas: 15 delas são vermelhas, uma amarela, uma verde, uma castanha, uma azul, uma cor-de-rosa, uma negra e uma branca, todas com um diâmetro de 52,5 mm.

### Bolas lisas
Nos jogos de pool costuma haver dos grupos de bolas, mais a branca e a negra. As bolas lisas são coloridas por completo em uma só cor, exceto um pequeno círculo em que aparece o seu número, correspondendo cada número a uma cor segundo a seguinte sequência: amarelo (bola 1), azul (2), vermelho (3), murrey (cor de amora) (4), laranja (5), verde (6), castanho (7)

### Bolas listradas
O segundo grupo de bolas a embolsar joga-se com as 15 bolas. São de cor branca, com uma faixa de cor diferente segundo o número, e o mesmo círculo com um número, como as bolas lisas. A série cromática é idêntica à anterior: amarelo (bola 9), azul (10), vermelho (11), murrey (amora) (12), laranja (13), verde (14) e castanho (15).

### Bolsa
Cada um dos seis buracos de algumas mesas de bilhar, situados um em cada esquina e dois no centro das tabelas longas. É o lugar ao qual têm que dirigir os jogadores as bolas para conseguir embolsá-las e ir avançando no jogo. O tamanho varia: as maiores são as de pool, seguidas das de blackball ou inglesas e por último as de snooker (tendo em conta que as bolas de snooker também são mais pequenas). Quanto à forma, as bolsas "cortam" as tabelas em diagonal nas mesas de pool e blackball, ao contrário das de snooker, as quais têm os contornos arredondados (fazendo mais difícil a entrada de uma bola depois de um repique à entrada da bolsa). As mesas para jogo de carambolas ou bilhar francês não têm bolsas.

### Bolsa lateral / central
Cada uma das duas bolsas situadas no centro de cada uma das tabelas largas.

### Bricol
No jogo de carambolas o no jogo a três tabelas, jogada consistente em lançar a bola branca para que toque uma tabela antes de tocar a primeira bola objetivo.

### Buchaca
Ver bolsa

## C

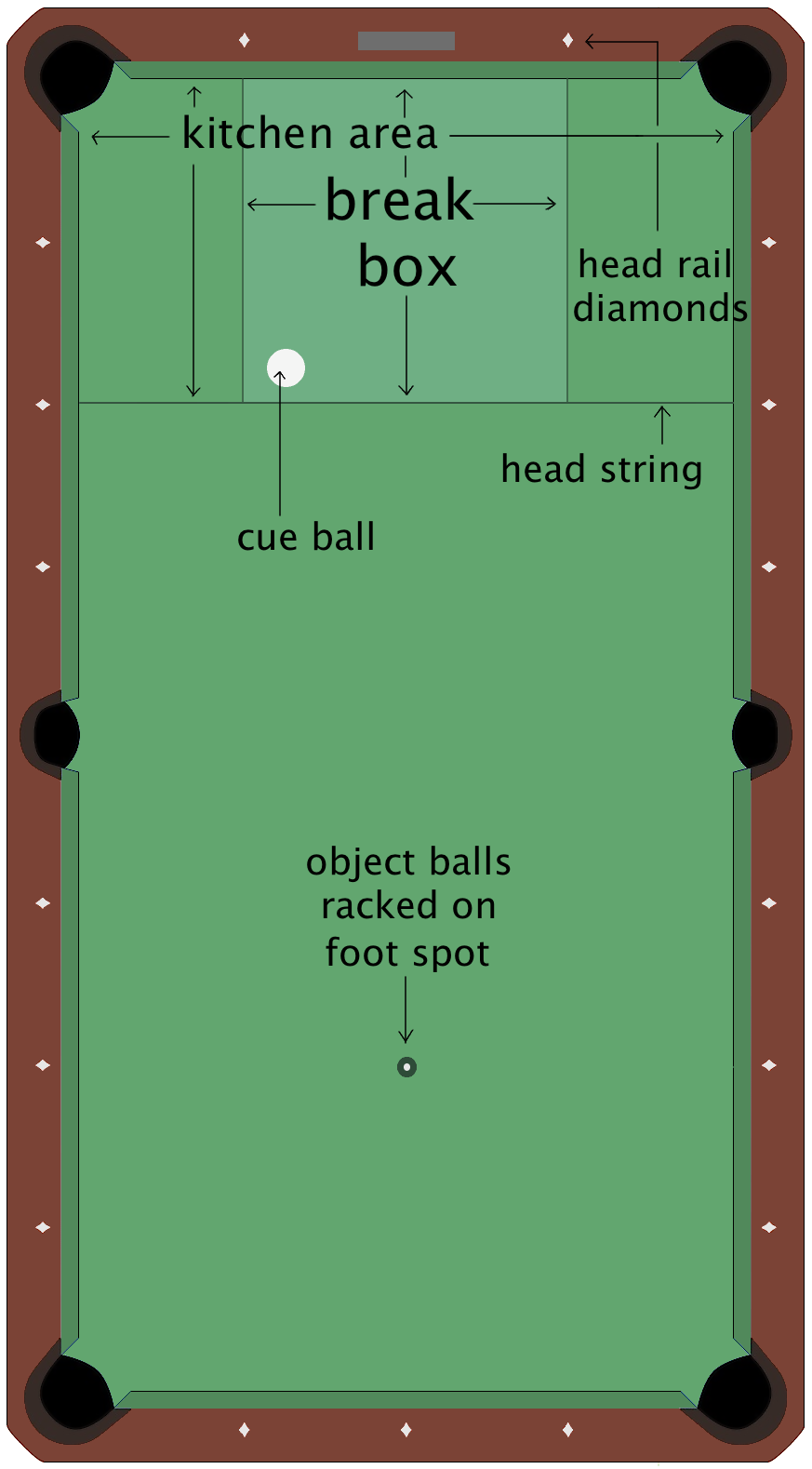
Diagrama de uma mesa de bilhar com indicações: pode observar.se a "cozinha" (kitchen area), a linha de cabeça (head string) o o ponto de pé (foot spot)

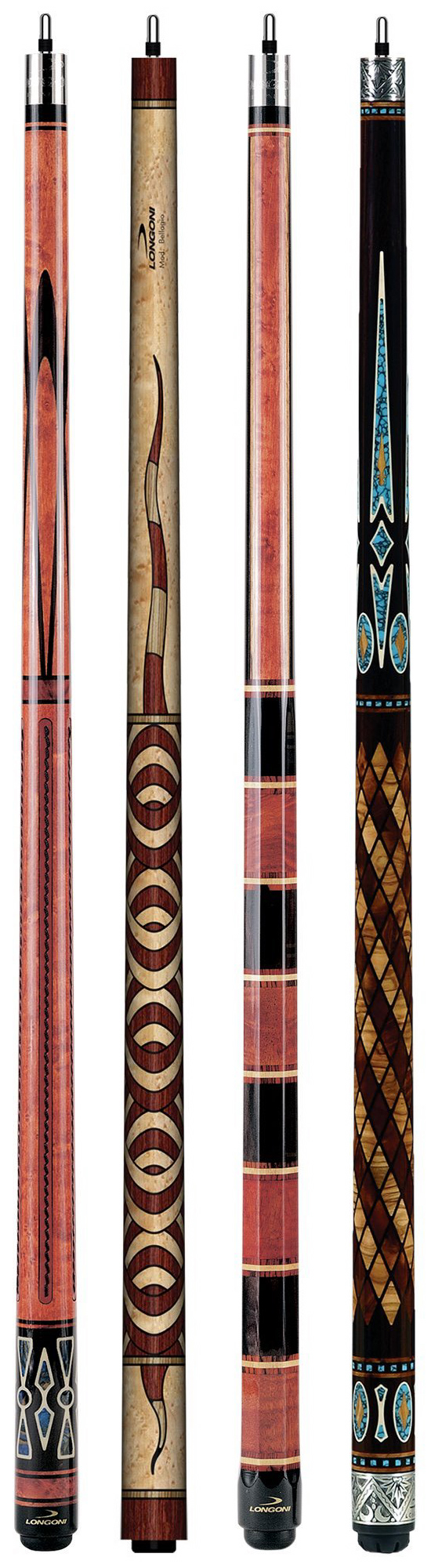
Diferentes culatas ou empunhaduras.

### Cabeça da mesa
Lado oposto ao pé, o que tem inscrito o nome do fabricante. Em muitas mesas de entre as que devolvem bolas, a bola branca é devolvida por este lado quando é embolsada.

### Cantar a bola
Ver Anunciar a bola

### Carambola
Jogada com a qual, nos jogos de bilhar francês, a bola tacada toca as outras duas bolas da mesa. A consecução de carambolas, com as restrições de cada modalidade de jogo, é o intuito principal do mesmo.

### Tacada cheia
Diz-se da Glossário de termos de bilhar#Tacada que se dá muito próximo do centro da bola alvo, o que faz com que a bola branca fique parada ou se desloque minimamente depois da tacada, por ter transferido todo o seu movimento e energia à bola alvo.

### Cozinha
Área desde a tabela de cabeça até à linha de pé; é a partir da cozinha que se deve produzir o saque, por exemplo em bola 8 ou bola 9.

### Corrido
Ver Efeito acima

### Cravar (uma bola)
Ver tacada cheia

### Culata
Ver empunhadura

### Cue ball
Ver Bola branca

## D

### Defesa
Ver Jogo posicional
Tipo de jogo, ou tacada feita no mesmo, destinado única ou principalmente a dificultar o jogo do outro jogador. É habitual jogar uma defesa quando o jogador está numa situação comprometida, na qual não dispõe de muitas possibilidades de realizar uma tacada que embolse alguma bola de forma legal, e decide pelo menos impedir uma tacada com êxito por parte do seu adversário, com a intenção de que este falhe ou mesmo cometa uma falta na sua vez.

### Diamante
Cada uma das marcas em forma de losango situadas a intervalos regulares ao longo das tabelas, e que os jogadores utilizam como referencia para calcular a trajetória das bolas. No bilhar francês o de carambolas as tabelas curtas têm três diamantes cada uma (que dividem em quatro partes iguais a tabela), e as tabelas longas sete, que divide a tabela em oito partes iguais. Em as mesas de pool, a bolsa central ocupa o lugar do diamante central de cada tabela longa.

## E

Diferentes efeitos sobre o eixo transversal da bola branca:
1. Massé.
2. Semi-massé.
3. Corrido
4. Sem efeito.
5. Retrocesso.

Efeitos sobre a bola branca, desde o ponto de vista do tirador. Desde o ponto mais alto, e no sentido dos ponteiros do relógio, efeito corrido, corrido lateral direito, efeito lateral à direita, lateral direito com retrocesso, retrocesso, lateral esquerdo com retrocesso, efeito lateral esquerdo e corrido lateral esquerdo.

### Efeito
A direção que tomam tanto a bola branca como as sucessivas bolas a as que toca. Pode ser modificada se é golpeada com o taco em um lugar diferente de seu centro (desde o ponto de vista do tirador). Modificar de este modo o ponto de contacto induz uma rotação na bola, que afeta principalmente à direção que toma uma vez que toca outra bola ou uma tabela, e do mesmo modo a as bolas golpeadas pela primeira, adquirindo o efeito nesse caso por transferência e roçamento.

### Efeito abaixo
Quando a bola branca é golpeada abaixo do seu centro, ao longo de seu eixo vertical, é-lhe induzida uma rotação "para atrás" que faz com que, ao tocar uma segunda bola e dependendo da quantidade de efeito e a força com que se golpeou, tome uma trajetória em retrocesso, em todo caso diferente e de ângulo mais fechado à que tomaria se o golpe se realizasse sem efeito. Com a suficiente força, se o ataque não é cheio, a bola branca tomará em primeiro lugar a mesma direção que tinha tomado de não levar efeito para, quando perde força, tomar o efeito e acabar descrevendo uma curva "para atrás".

### Efeito acima
Se a bola branca se golpeia por cima do seu centro "rola" para diante à medida que avança, e ao golpear uma segunda bola toma um ângulo mais obtuso que aquela que tomaria com o golpe sem efeito. Se é suficientemente pronunciado a bola branca "persegue" a bola alvo depois de a tocar. Se se golpeia com força suficiente pode-se induzir um giro na bola branca, que em principio sai disparada no ângulo que levaria se o golpe não tivesse efeito e, quando reduz a velocidade, acaba tomando o efeito acima e descrevendo um giro "para a frente".

### Efeito lateral
Se a bola branca é golpeada em um ponto à direita o à esquerda de seu eixo vertical (desde o ponto de vista do tirador) tomará uma rotação para um lado. Se é golpeada à direita de seu centro, girará (vista desde acima) no sentido contrário ao dos ponteiros do relógio, e ao contrario se é golpeada em seu lado esquerdo. Além de um ligeiro deslocamento diferente prévio (ver "reação de desvio", a bola golpeada, ao golpear outra bola o uma tabela, será ajudada pelo efeito a tomar a direção do mesmo depois do choque. As bolas golpeadas, por transferência e tal como fariam duas engrenagens, tomam o efeito contrário ao que traz a bola branca.

### Embolsar
Ação de introduzir, nos jogos de mesa com bolsas, uma bola numa delas.

### Empunhadura
A parte mais grossa do taco. Nos tacos de duas peças, a parte posterior, mais pesada. Leva na parte inferior um amortecedor de goma e, na sua parte superior, o tornilho exterior (macho) onde se enrosca a flecha. No interior está lastrada por um material pesado.

## F

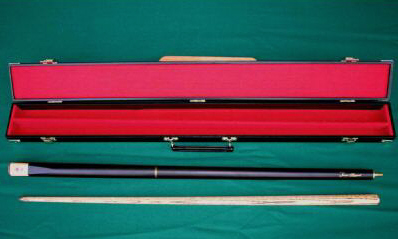
Taco em duas partes: na parte inferior, a flecha.

### Falta
Infração cometida por um dos jogadores. Segundo o jogo as faltas são diferentes, mas costuma ser falta: golpear ou embolsada uma bola proibida, não tocar nenhuma bola alvo com uma tacada, "sacar" uma ou várias bolas da mesa, tocar com o corpo as bolas o realizar uma tacada ilegal (ver "salto ilegal"). Há diferentes modos de castigar uma falta cometida por um jogador: ou se lhe concedem duas tacadas ao seu adversário (bilhar informal) ou pode dispor de bola na mão.

### Fífia
Tacada que não se dirige ao lugar desejado por erro no mesmo, consistente em “fugir” a ponta do taco sobre a bola branca e não a tocar no lugar preciso tentado, saindo numa direção não desejada. O habitual é que ocorra quando não se deu suficiente giz ao taco, num golpe com efeito lateral, ou quando o golpe não coincide com o lugar ao qual se apontava no limado por um erro na execução da tacada.

### Flecha
A metade mais leve do taco, que acaba na virola. Nos tacos de duas peças, a mais ligeira, acabada no tornilho interior (fêmea) que se une à empunhadura.

## G

### Giz ou cré
Gesso, habitualmente de cor azul, que se aplica sobre a ponta do taco para conseguir o atrito suficiente entre o taco e a bola, podendo assim realizar jogadas com efeito e evitando dar uma fífia numa tacada.

## J

### Jogo de três tabelas
Jogo de bilhar francês, em que o objetivo é que os jogadores empreguem o taco para impulsionar a sua bola atribuída com o propósito de fazer contacto com as outras duas bolas na mesa (carambola). Mas antes de culminar com o contacto à última bola, a bola do jogador em causa tem de tocar 3 vezes algumas das tabelas.

### Jogo de posição / Jogo posicional
Parte do jogo centrada em acomodar a posição dentro da mesa da bola branca para facilitar subsequentes tacadas. O jogo de posição é fundamental no bilhar, tanto para avançar na consecução do triunfo como para dificultar a tarefa ao outro jogador (ver “defesa”).

### Jogarlivre
Ver Defesa

### Jogar o saque
Ver Lag

## L

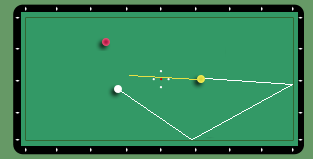
Bricol ou luxo, procurando uma carambola.

Mesa montada para blackball, com a bola branca depois da a linha de pé.

### Lag
Método habitualmente usado para iniciar uma partida. Ambos os jogadores impulsionam duas bolas simultaneamente de trás da linha de cabeça, batendo na tabela de pé de novo para a cabeça da mesa. A bola que se detenha mais perto da tabela de cabeça ganha, sendo permitido golpeá-la. Perde-se se a bola toca as tabelas longas ou alguma bolsa. Se ambas as bolas se tocam, deve-se repetir.

### Linha central
Linha imaginária que divide transversalmente a mesa de bilhar, passando desse modo pelo centro das bolsas laterais.

### Linha de cabeça
Linha imaginária que vai entre o segundo diamante de uma tabela longa mais próximo à tabela de cabeça e o correspondente da outra tabela longa.

### Linha de pé
Linha imaginária que vai entre o segundo diamante de uma tabela longa mais próximo à tabela de pé e o correspondente da outra tabela longa.

### Linha larga
Linha imaginária que divide longitudinalmente a mesa de bilhar, passando desse modo pelo ponto de pé e o ponto de cabeça.

### Limar / limado
Acto de apontar repetidamente com o taco sobre a bola branca, aproximando-se afastando-se da mesma sem a tocar, ensaiando o ponto sobre o qual se dá a tacada para calcular a direção desta e a força correta que se imprimirá à bola.

### Luxo
Ver Bricol

## M

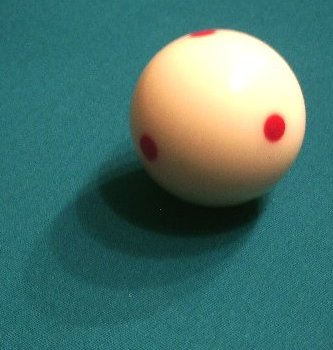
Bola branca ou minga.

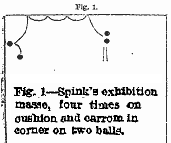
Massé extremo realizado por William E. Spinks em 1893, em uma figura publicada na imprensa da época. A bola branca chega a tocar cinco vezes nas tabelas devido ao efeito logrado.

### Massé
Ataque com efeito no qual o golpe sobre a bola se dá com o taco perto da posição (costuma recomendar-se de 55 a 80 graus). A consequência é que a bola tacada descreve uma curva pronunciada no seu percurso. Usa-se habitualmente em jogadas de fantasia, ou para sortear alguma bola ou bolas que não se quer golpear quando não existe outra solução. É uma das tacadas com pior percentagem de acerto, devido à sua dificuldade extrema.

### Mesa
Estrutura quadrangular sobre a qual se fazem os jogos de bilhar. O tapete sobre o qual deslizam as bolas, feito de pano (baeta), cobre uma lâmina de xisto. As medidas são muito diversas, dependendo do jogo: as profissionais superam 1,5 m de largura e 3 m de comprimento.

### Mesa aberta
Em determinados jogos de pool (bola 8 principalmente) o jogador tem como objetivo embolsar um grupo de bolas determinado, a escolher entre os possíveis (lisas, listadas) segundo se desenvolve a partida. Enquanto não for atribuído um grupo de bolas a cada jogador, a mesa é considerada "aberta". Enquanto está aberta, os jogadores podem indistintamente tacar para uma bola lisa o listada em primeiro lugar, mesmo que procurem embolsar outra de diferente grupo. Quando um jogador consegue embolsar uma bola de modo legal, escolhe o grupo de bolas a que se dirigirá, "fechando" desse modo a mesa.

### Minga
Ver Bola branca

## P

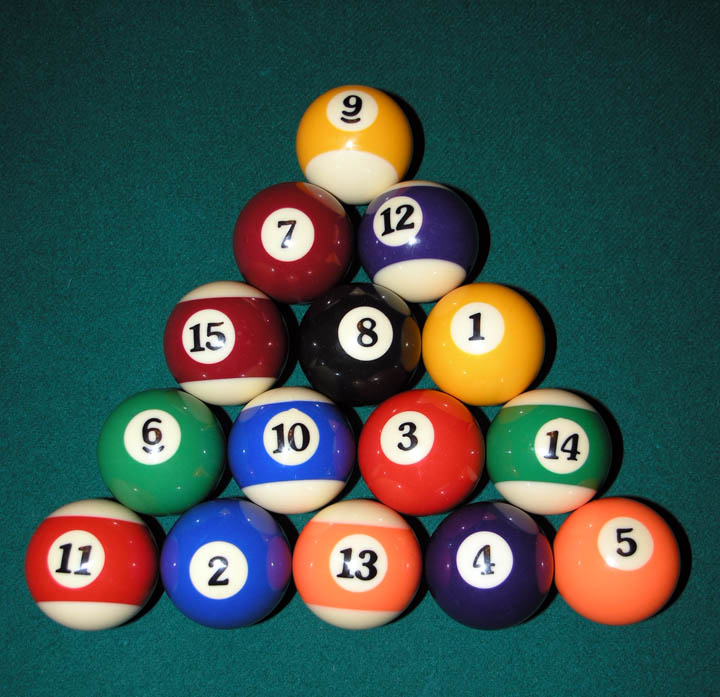
Triângulo colocado para jogar Bola 8.

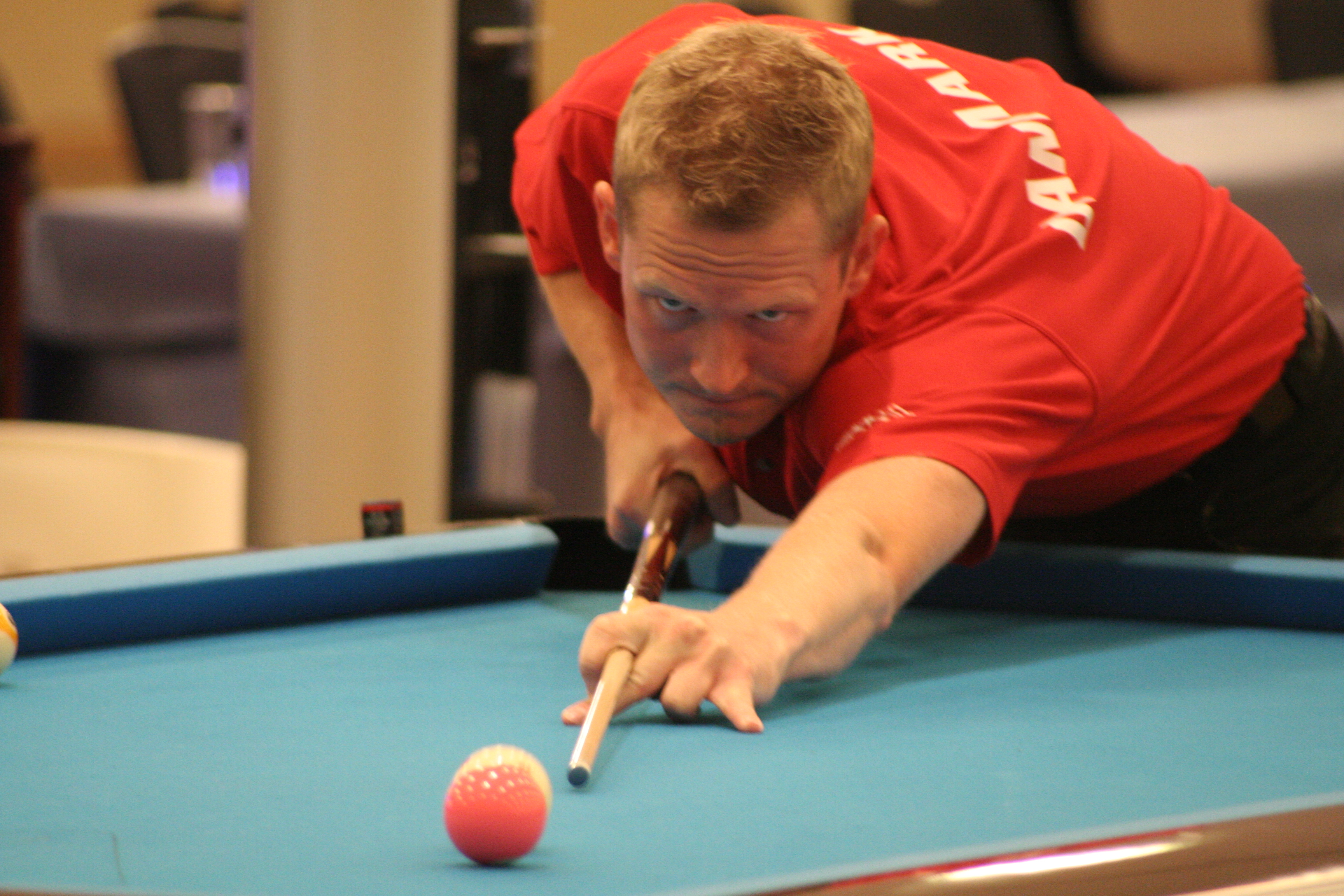
O jogador da foto ensaia o ponte clássica, com a flecha entre o indicador e o dedo médio.

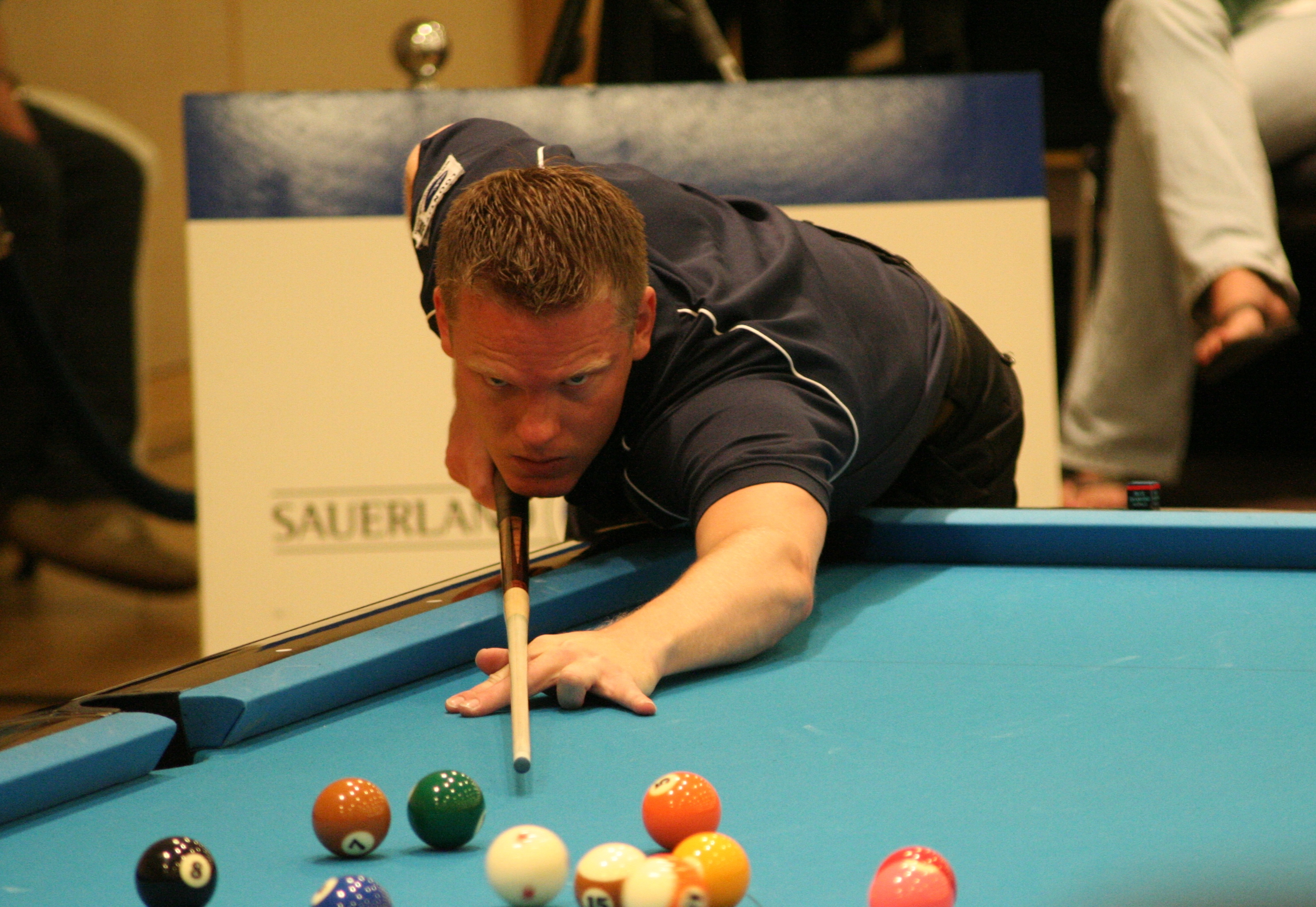
Ponte entre o polegar e o nódulo do dedo índice.

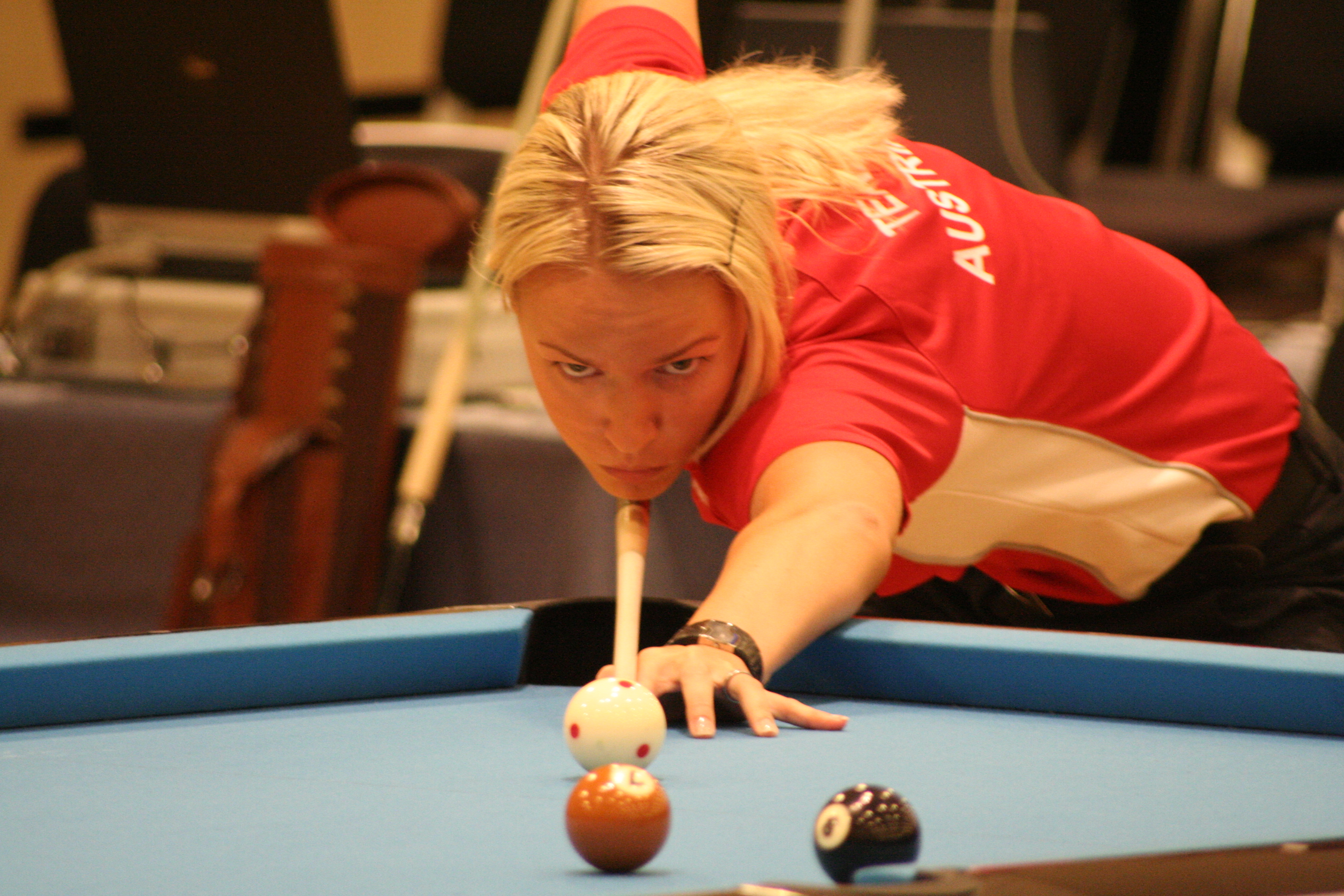
A jogadora realiza o limado com a barbilha alinhada sobre o taco, quase se tocando.

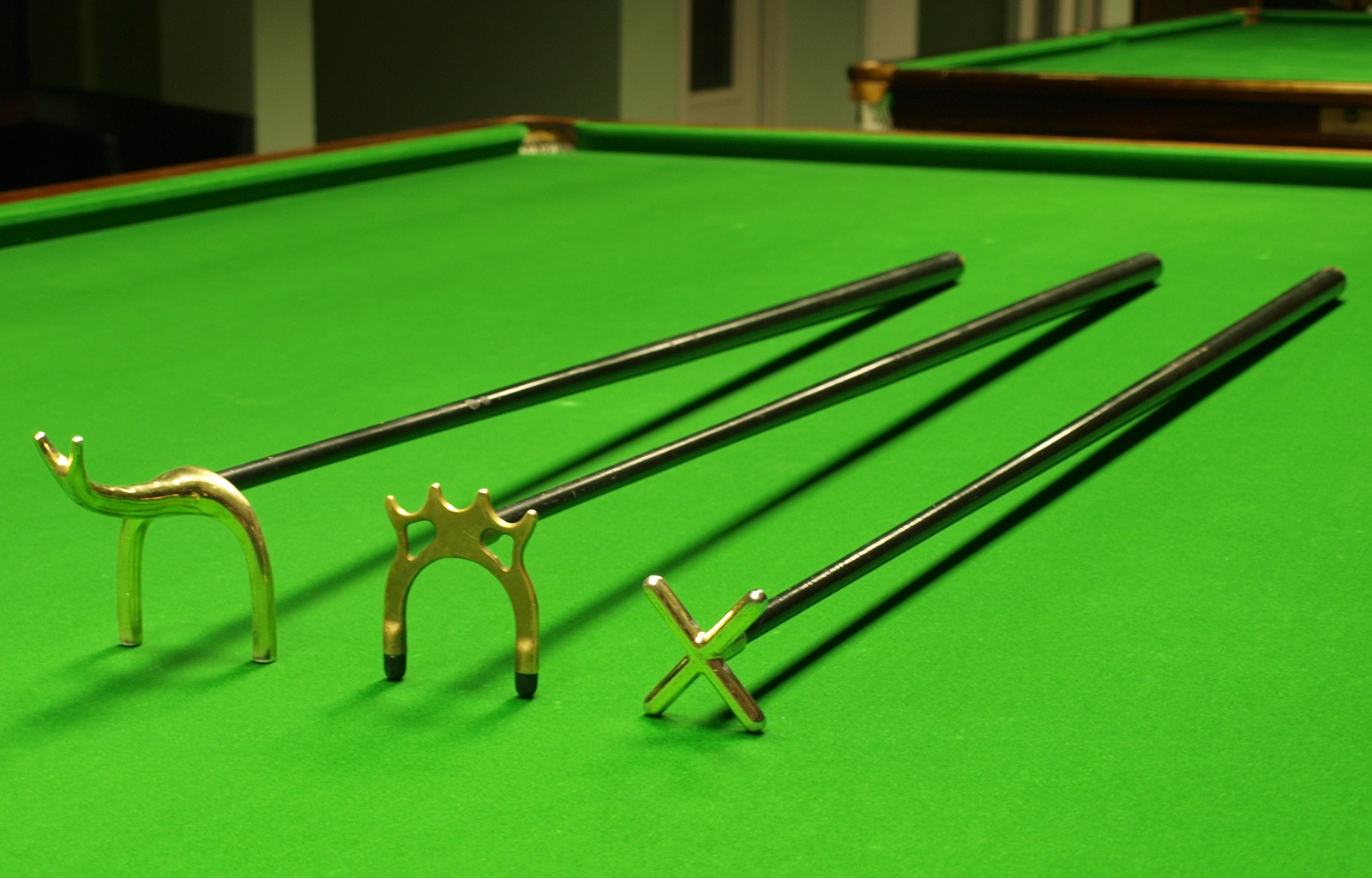
Ponte mecânica

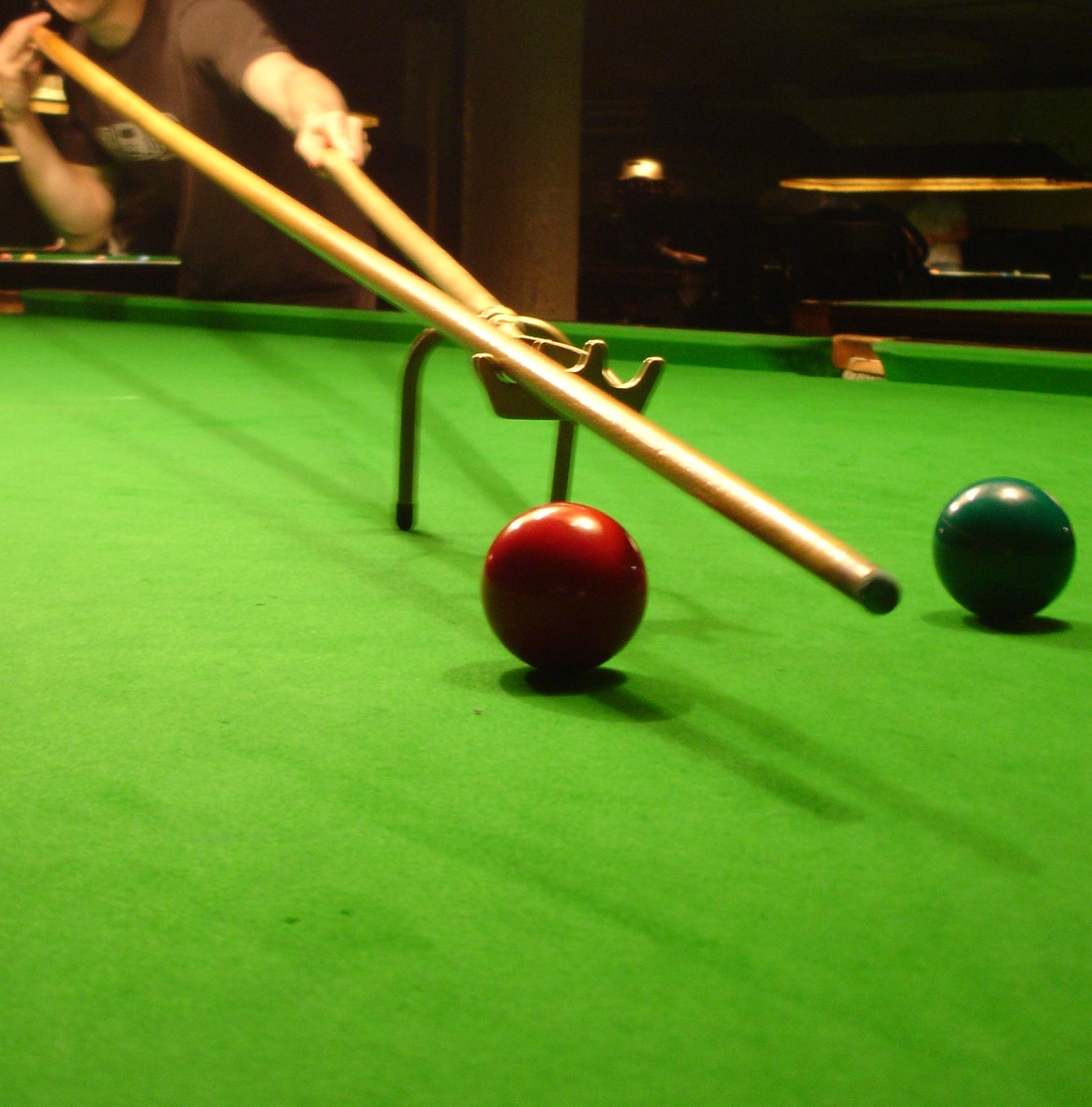
O ponte mecânica em forma de ferradura permite evitar uma bola próxima da minga.

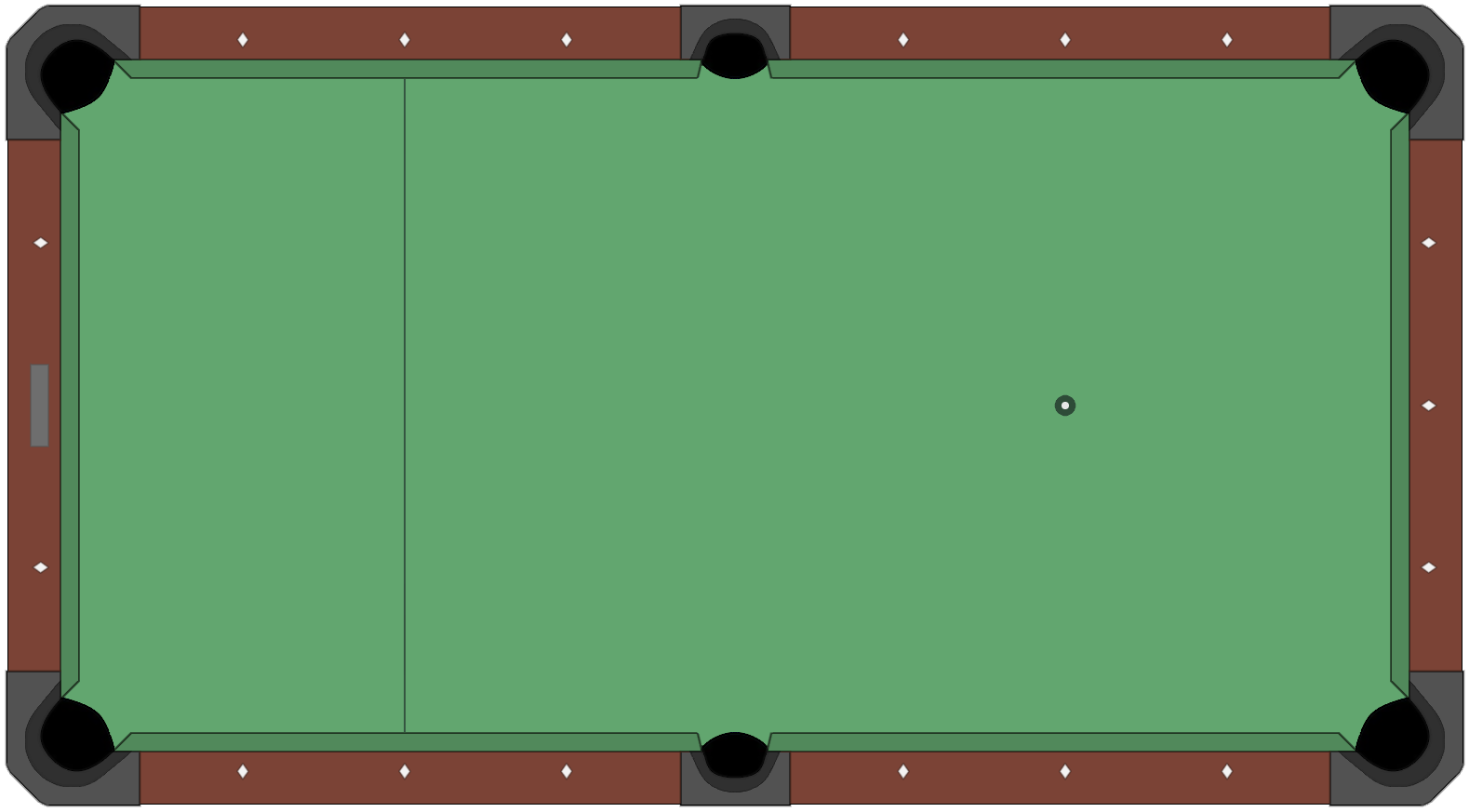
Linha de cabeça à esquerda da imagem (ao centro está o ponto de cabeça). Na parte direita da mesa, o ponto de pé.

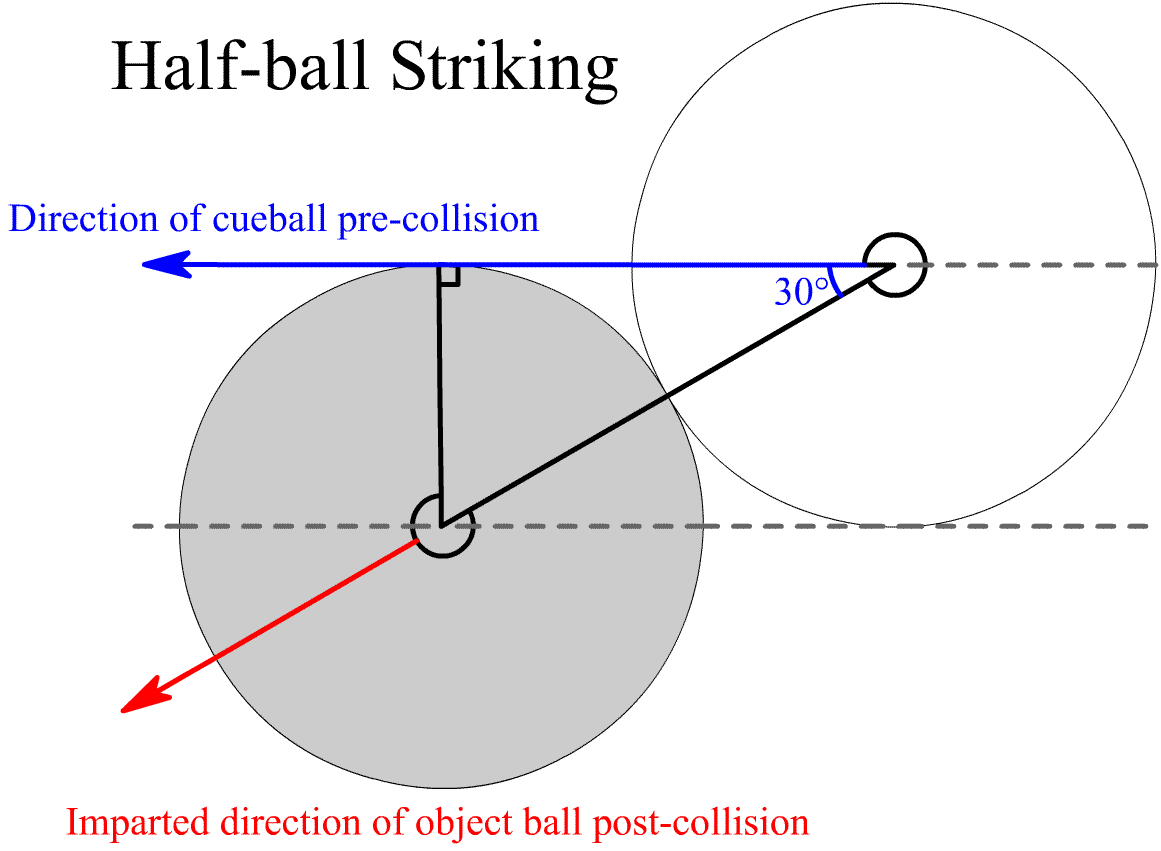
Diagrama de um golpe de "meia bola". Em vermelho a linha que descreverá a bola alvo depois de ser tacada, em azul a direção da bola branca antes da colisão. Ambas as linhas formam um ângulo, se a branca não levar efeito, de 30º.

### Picar a bola
Ver Semi-massé

### Pé da mesa
O lado da mesa que no tem escrito a placa com o nome do fabricante ou, em mesas que devolvam as bolas, o lado pelo qual estas são devolvidas à mesa.

### Pool
Também denominado bilhar americano. Costuma chamar-se pool, em oposição ao jogo de carambola, a todos os jogos de bilhar que consistem em embolsar bolas, e nos quais a mesa tem bolsas.

### Postura correta
Regras: o jogador deve permanecer sempre ao menos com um pé tocando o solo (esta regra pode ter exceções em caso de jogador deficiente). 
Postura mais correta: tendo em conta que pode ser variável segundo a opinião de cada especialista, em geral consideram-se vários pontos essenciais; o taco deve manipular-se sem força excessiva que possa estragar a tacada, unicamente com a suficiente para a sujeitar sem que se mova sobre a mão ao golpear. O centro da barbilha deve estar alinhado com o taco, o mais próximo possível deste (muitos jogadores roçam a barbilha levemente com o taco ao limar). O braço deve deslocar-se para trás e para a frente como um pistão, sem movimentos involuntários para cima nem para baixo. Recomenda-se colocar os pés em ângulo reto. Os movimentos que se fazem depois de tacar a bola branca (levantar-se, girar o taco) desaconselham-se para os jogadores não especialistas, dado que costumam afetar a tacada já que na realidade começam a produzir-se antes do contacto do taco com a bola, o que se repercute numa mudança na postura, ou no lugar de contacto, que provoca erros.

### Profundidade
O ataque deve ser profundo, para evitar erros na execução. Para tal, o taco tem de continuar, uma vez golpeada a bola, através do lugar previamente atravessado por ela. Desse modo a ação é fluida, o efeito desejado transmite-se com normalidade e pode-se golpear com maior força se se desejar.

### Ponte
Posição do taco sobre a mão. A ponte clássica forma-se envolvendo a parte final da flecha com os dedos polegar e indicador formando um anel, enquanto os dedos médio, anular e mindinho se apoiam no tapete formando um tripé. Há vários modos de colocar a mão para suster a flecha: ponte aberto, levantada, sobre a tabela, invertida, de massé, no ar, etc. É comum (especialmente em jogadores de pool), realizar a ponte apoiando o taco sobre a interseção do dedo polegar e a palma da mão, ou entre o polegar e o primeiro nó dos dedos (com o dedo apoiado sobre ele), com os quatro dedos restantes apoiados no tapete.

### Ponte mecânica
Quando é impossível realizar a ponte com a mão com facilidade, devido à posição da bola branca sobre a mesa, pode utilizar-se, à escolha do jogador, uma ponte mecânica. Há pontes de diversas formas (cruz, ferradura) dependendo da situação da branca e se tem algum obstáculo próximo.

### Ponteira
Ver Flecha

### Ponto de cabeça
Ponto central da linha de cabeça, lugar no que se tem que colocar, segundo o jogo e versão, o vértice do triângulo ou a bola central dos mesmos (bola 8 ou 9)

### Ponto de contacto
Lugar em que a bola branca golpeia a bola alvo. Segundo esteja situado, em relação à bola branca, no centro da bola alvo ou mais para algum dos seus "extremos", fala-se da "quantidade de bola" golpeada: bola cheia, meia bola, três quartos...

### Ponto de pé
Ponto central da linha de pé.

## R

### Reação de desvio
Quando se golpeia com efeito lateral, a bola branca, em vez de viajar na direção habitualmente desejada (continuando a trajetória do taco) "desvia-se" uns milímetros em direção oposta ao efeito adquirido. Este desvio é causado pela reação da bola ao golpe do taco.

### Repique
Toque em bola, geralmente pouco acentuado, provocando desvio na direção da bola jogada.

### Retrocesso
Ver Efeito abaixo

### Retruque / Remache
Erro consistente no golpeo involuntário da bola branca por segunda vez com uma bola objetivo já golpeada por ela e em movimento, o que evita conseguir a carambola tentada.

### Rotação
Ver Efeito

### Rotura
Ver Saque

## S

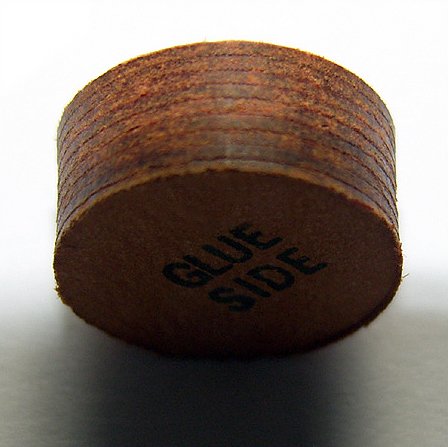
Suela de um taco. Na base pode ler-se "lado da pega".

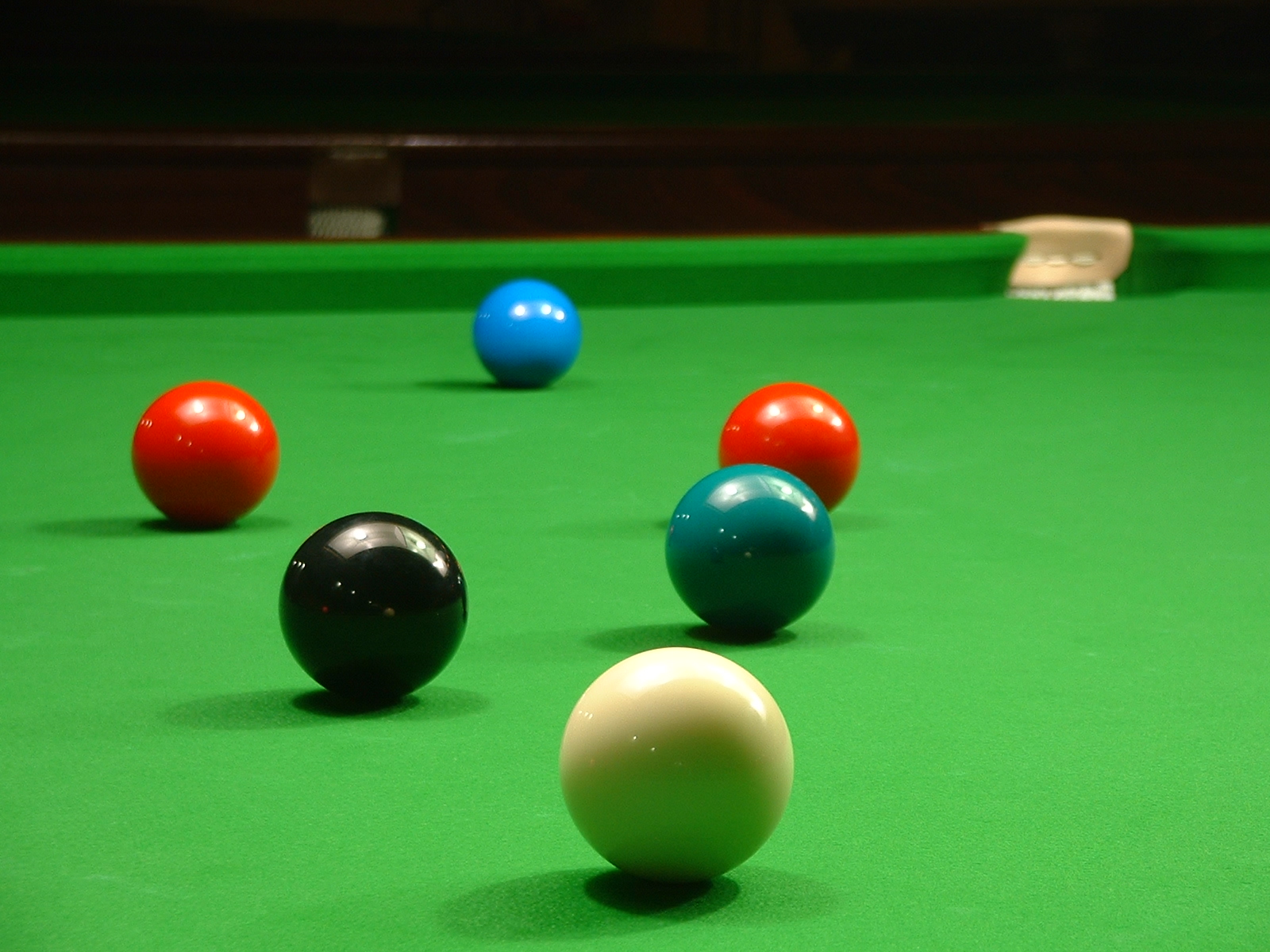
A bola branca está em snooker: o jogador não poderá lançar diretamente sobre nenhuma bola vermelha.

### Salto legal
Se a bola se ataca num ângulo de aproximadamente 45 graus com a força suficiente, "rebota" no tapete e salta, de modo legal. Este é o único modo legal de elevar uma bola intencionalmente.

### Salto ilegal
Qualquer salto que não se realize da maneira descrita é ilegal, especialmente aquele no qual se golpeia a bola branca abaixo do seu centro, “fazendo palanca” para que salte, e que pode resultar mais fácil de realizar para jogadores principiantes que o salto legal.

### Saque
A primeira tacada de cada partida. 
O saque legal costuma incluir, segundo o jogo escolhido, algumas características mínimas quanto ao número de bolas que devem tocar uma tabela ou ser embolsadas depois do mesmo.
Nos jogos de pool realiza-se desde o ponto que o jogador eleja dentro da "cozinha". Embora haja tantas técnicas como jogadores, muitos jogadores escolhem uma posição para a bola branca próxima de uma das tabelas longas, golpeando a bola com efeito abaixo e dirigindo-a contra a bola do vértice do triângulo ou rack.
Nos jogos de carambolas costuma-se sacar a partir de uma posição determinada das três bolas intervenientes, duas delas situadas sobre a linha de cabeça e uma sobre o ponto de pé, à qual se golpeia.
Em 14:1 ou em snooker o saque cumpre uma função distinta, pé costume dedicar-se a dificultar a seguinte jogada, separando para ele o menos possível as bolas dos respetivos triângulos e escondendo a bola branca o mais perto possível da tabela de pé.

### Semi-massé
Se se golpeia a bola com efeito lateral e com uma forte inclinação do taco, embora menor que a do massé (entre 30 e 55 graus aproximadamente), a bola branca descreve uma curva na mesma direção do efeito, tanto mais pronunciada quanto maior for este.

### Snooker (jogo)
Jogo de bilhar que se pratica com uma bola branca, quinze bolas vermelhas, e otras seis bolas das seguintes cores: preta, rosa, azul, castanha, verde e amarela. Ganha o jogador que conseguir mais pontos, embolsando as bolas por uma determinada ordem. Na sua vez, cada jogador deve tentar fazer o maior número de combinaçõs de bola vermelha mais bola de cor. Ou seja, aponta-se primeiro a uma bola vermelha, metendo-a numa das bolsas, somando assim um ponto, e depois tem de introduzir uma bola de cor, somando à pontuação o valor da bola de cor introduzida. Cada bola embolsada tem uma puntuação segundo a sua cor: vermelha (1 ponto), amarilla (2), verde (3), castanha (4), azul (5), cor-de-rosa (6) e preta (7). O árbitro volta a colocar na sua posição cada bola embolsada, excepto as vermelhas. O jogo termina quando, depois de se embolsar a última bola vermelha, são embolsadas por ordem crescente de pontuação as restantes bolas.
O snooker apresenta notáveis diferencias no material de jogo, quando comparado com o resto dos jogos de bilhar, o que faz dele um de os mais complicados. A mesa é maior, o tapete mais tupido, as bolsas são arredondadas, os tacos em geral são mais pequenos e finos, e as bolas sensivelmente mais pequenas e ligeiras.

### Snooker (jogada)
Jogada que dá nome ao snooker, que consiste em deixar o jogador contrário numa posição em que não pode jogar diretamente a nenhuma bola vermelha, tendo de tocar uma tabela para poder depois tocar uma vermelha.

### Straight-pool
Ver 14:1

### Suela
Peça de couro, plana pelo lado que pega à virola e convexa que empurra as bolas, e que forma o extremo do taco. Para assegurar maior efetividade na tacada evitando fífias, recobre-se de giz depois de cada tacada. Com o uso continuado desgasta-se e poderão mesmo saltar depois de tacadas especialmente fortes ou fífias. Pode-se tomar uma nova suela, lixando-se o extremo da mesma até a ficar ao gosto do jogador.

## T

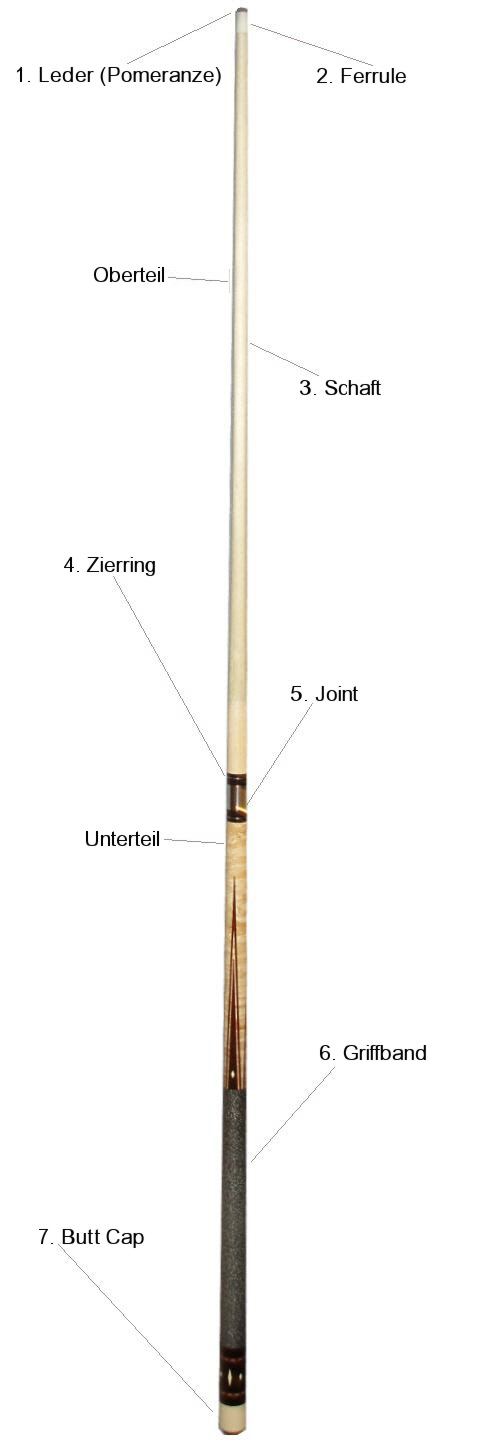
Partes do taco.

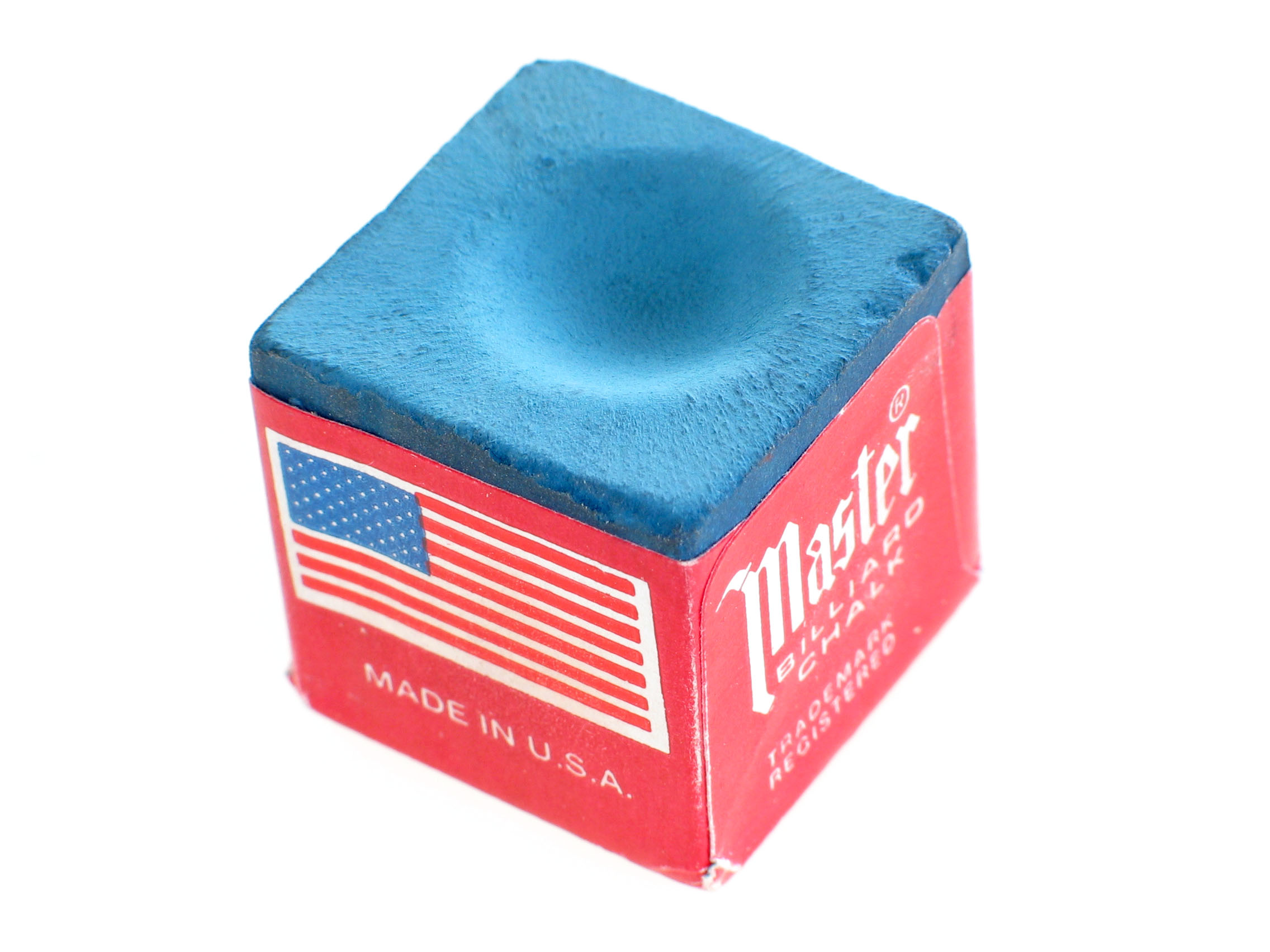
Giz.

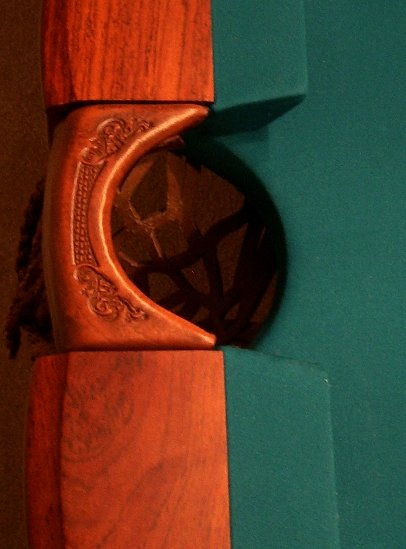
Bolsa lateral.

### Tabela
Cada um dos quatro lados elásticos elevados sobre o tapete de jogo, tal como este forrados como de pano, e que o delimitam como um rectângulo. Não se elevam como um escalão sobre a mesa, mas acabam em pico, pelo que a zona das bolas que repicam contra elas é menor. O material de que são feitas faz com que as bolas "deformem" com o toque na tabela, e ao repicar conservem parte do efeito que levam quando atingem a tabela.

### Tabela curta
Cada uma das tabelas que formam os lados mais pequenos do rectângulo de jogo. A que corresponde ao lado desde o que se faz com que o saque se denomine tabela de pé, e a oposta tabela de cabeça.

### Tabela longa
Cada uma das tabelas que formam os lados maiores do rectângulo de jogo.

### Tacada
Lançamento da bola (geralmente a branca) feito golpeando-a com o taco. Dependendo da força com a qual se golpeia e o efeito que se imprima à bola branca, esta tomará uma direção ou outra e percorrerá uma distância maior ou menor sobre a mesa.

### Taco
O pau de bilhar ou taco é o instrumento alongado de madeira ou material sintético, com um dos lados afilado, com o qual os jogadores tocam as bolas para tratar fazer carambolas ou embolsar essas bolas, dependendo do jogo. Os tacos de melhor qualidade costumam ser desmontáveis em 2, 3 ou mesmo 4 peças. São compostos por várias partes: a empunhadura ou parte inferior, lastrada para ter maior peso, a flecha ou metade superior, mais ligeira, e a virola que une a flecha com a suela. As medidas do taco habitualmente rondam os 140-145 cm, e a ponta entre os 10-15 mm, dependendo do jogo.

### Tapete
Pano que cobre a mesa e as tabelas. Embora possa ser de qualquer cor, as mais habituais são o verde e o azul. Segundo o jogo é mais ou menos esticado, produzindo-se com isto diferentes efeitos sobre as bolas e o repique nas tabelas. As mesas de snooker têm um tapete mais esticado que as de pool.

### Triângulo
Modo em que se colocam as bolas para iniciar cada partida nos jogos de pool que utilizan 15 bolas objetivo (bola 8, blackball...). Estas colocam-se de forma triangular (seguras por um triângulo de madeira ou plástico que posteriormente se retira), com uma base de cinco bolas, um vértice apontado à tabela de pé e a bola negra (situada no centro da segunda fila segundo o ponto de vista do jogador com a vez) sobre o ponto de cabeça. Em outras versões é a bola que está no vértice do triângulo a que deve ficar sobre esse ponto. 
Em bola 9, o triângulo tem forma de losango, com uma fila central de três bolas, em cujo centro coloca-se a própria bola 9. Em bola 7, o triângulo é hexagonal, com a própria bola 7 no centro. Em ambos casos, o vértice mais cercano ao tirador estará ocupado pela bola 1.

## V

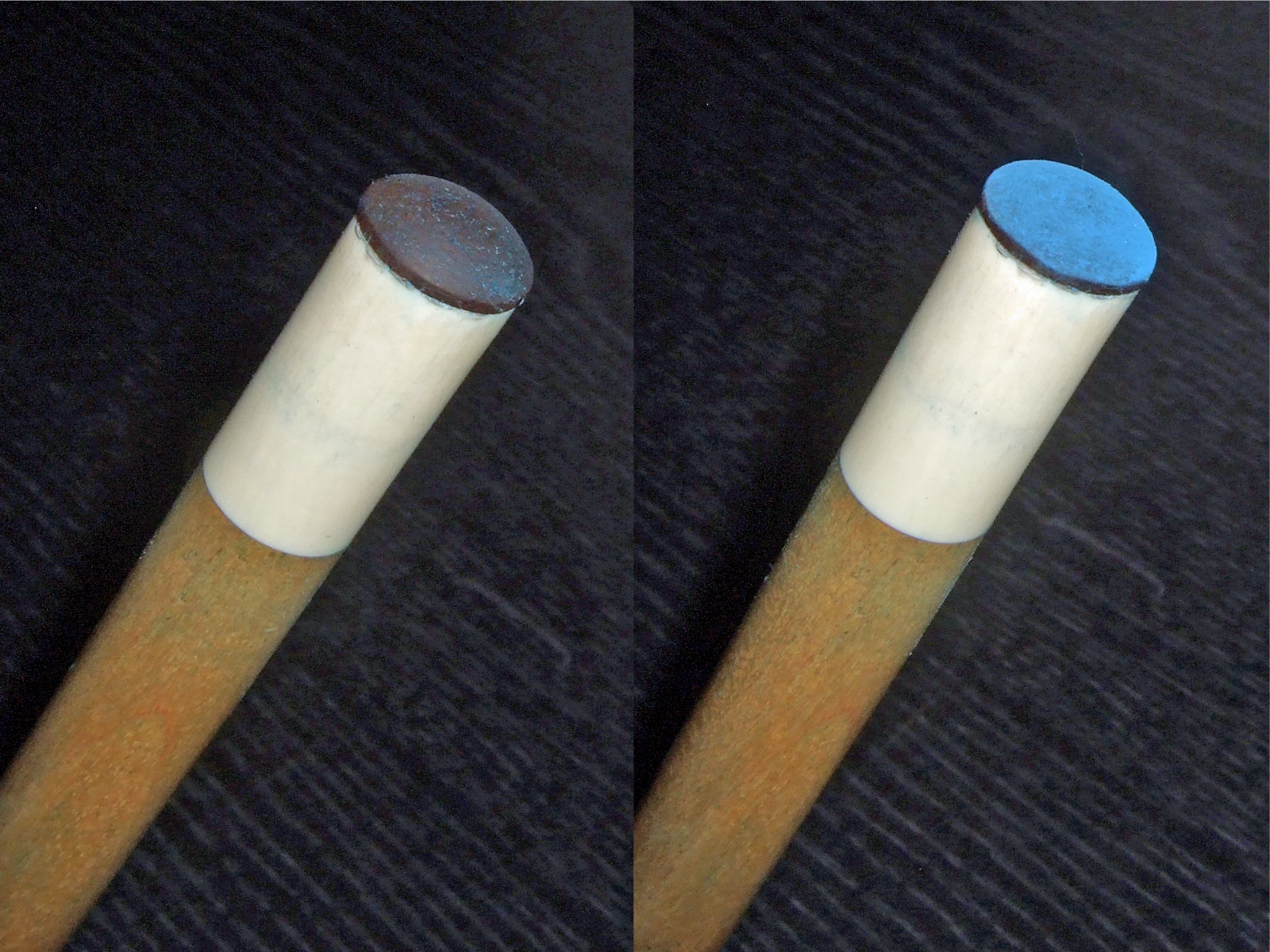
A virola une a flecha com a suela. Na imagem, comparação entre duas suelas, uma com giz e a outra não.

### Virola
Cilindro, para reforço adaptado à ponteira de taco, que pode ser de marfim, que une por um lado a flecha do taco e por outro a suela do mesmo, absorvendo a maior parte do impacto do tacada.